# 1901 год в литературе

## События
- 18 января — писатель Эрнст фон Вольцогель открыл первое берлинское кабаре Uberbrett. Это было место споров дадаистов и экспрессионистов, литературное кафе.

## Премии
- Нобелевская премия по литературе — Сюлли-Прюдом, французский поэт.

## Книги

### Романы
- «Воспрянь от рабства» — роман Букера Вашингтона.
- «Деревня в воздухе» — роман Жюля Верна.
- «Истории Жана-Мари Кабидулена» — приключенческий роман Жюля Верна.
- «Ким» — роман Редьярда Киплинга.
- «Лейденская красавица» — исторический роман Генри Райдера Хаггарда.
- «Царь Мидас» — роман Эптона Синклера.

### Повести
- «Доктор Гауди и Тыква» — повесть Генри Фуллера.
- «Записки врача» — публицистическая повесть Викентия Вересаева.
- «Маленький О’Грейди против „Грайндстоуна“» — повесть Генри Фуллера.
- «Падение Эбнера Джойса» — повесть Генри Фуллера.

### Пьесы
- «Жизнь пчёл» — пьеса Мориса Метерлинка.
- «Мещане» — пьеса Максима Горького.

### Поэтические произведения
- «Дары» — сборник стихов Рабиндраната Тагора.
- «Думы и грёзы» — первый сборник стихов Сергея Сергеева-Ценского.
- «Листопад» — стихотворный сборник Ивана Бунина.
- «Песня о Буревестнике» — поэма в прозе Максима Горького.

### Публицистика
- «Человеку, ходящему во тьме» — эссе Марка Твена.

## Персоналии

### Родились
- 13 января — Наири Зарьян, армянский советский писатель (умер в 1969).
- 17 января — Григорий Данилович Эпик, украинский писатель (расстрелян НКВД в 1937).
- 29 января — Генрих Анакер, немецкий писатель, поэт (умер в 1971).
- 12 февраля — Иван Ефимович Сенченко, украинский поэт, переводчик русских классиков на украинский язык (умер в 1975).
- 19 марта — Павел Андреевич Байдебура, украинский писатель (умер в 1985).
- 18 апреля — Ласло Немет, венгерский писатель, драматург, публицист (умер в 1975).
- 20 апреля — Мишель Лейрис, французский поэт, эссеист, этнолог (умер в 1990).
- 2 июня — Раймонд Ассо, французский поэт и легионер (умер в 1968).
- 3 июля — Жозе Линс ду Регу, бразильский писатель и литературный критик (умер в 1957).
- 28 июля — Мария Романовская, советская писательница и поэтесса (умерла в 1983).
- 8 августа — Нина Берберова, русская писательница, историк российского масонства (умерла в 1993).
- 5 сентября — Пьер Бост, французский писатель, журналист и сценарист (умер в 1975).
- 15 сентября — Лизелотта Вельскопф-Генрих, немецкая писательница и историк (умерла в 1979).
- 16 сентября — Сергей Сергеевич Динамов, писатель, главный редактор журнала «Интернациональная литература» (расстрелян НКВД в 1939).
- 25 сентября — Ватанабэ Кадзуо, японский литературовед, переводчик прозы и драматургии на японский язык (умер в 1975).
- 23 сентября — Ярослав Сейферт, чешский писатель, поэт, журналист, лауреат Нобелевской премии (умер в 1986).
- 26 сентября — Семён Дмитриевич Скляренко, украинский писатель, автор исторических романов (умер в 1962).
- 3 ноября — Андре Мальро, писатель, культуролог, эссеист, общественный деятель, герой французского Сопротивления (умер в 1976).
- 11 ноября — Мэсон Френсис ван Викк, американский писатель, историк (умер в 1978).
- 13 ноября — Оттовальд Эрнст (настоящее имя и фамилия — Эрнст Готтвальт Николас), немецкий писатель (расстрелян НКВД в 1943).
- 20 ноября — Михась Зарецкий, писатель, драматург, переводчик, сценарист (умер в 1937).
- 27 ноября — Ада Алексеевна Федерольф-Шкодина, российская мемуаристка (умерла в 1996).
- 27 ноября — Михаил Орест, украинский поэт, переводчик поэзии на украинский язык (умер в 1963).
- 7 декабря — Варвара Александровна Бутягина, русская советская писательница (умерла в 1987).
- 9 декабря — Дмитрий Прокофьевич Гордиенко, украинский писатель (умер в 1974).
- 27 декабря — Алла Викентьевна Йогансен, украинская поэтесса и писательница (умерла в 1993).
- Виктор Андреевич Мамченко, поэт русского зарубежья (умер в 1982).
- Виктор Степанович Ярина, украинский советский писатель (умер в 1928).
- Казыбек Мамбетимин уулу, киргизский поэт (умер в 1942).

### Умерли
- 1 января — Софус Шандорф, датский писатель и поэт (родился в 1836).
- 3 февраля — Фукудзава Юкити, японский писатель, переводчик и философ (родился в 1835).
- 9 апреля – Шримад Раджчандра, индийский поэт (род. в 1867).
- 24 мая — Шарлотта Мэри Янг, английская писательница (родилась в 1823).
- 19 мая (1 июня) — Козьма Терентьевич Солдатенков, предприниматель и меценат, книгоиздатель и коллекционер (родился в 1818).
- 16 июня — Сергей Васильевич Максимов, писатель, этнограф (родился в 1831).
- 7 июля — Иоханна Спири, швейцарская писательница, автор рассказов для детей (родилась в 1827).
- 18 июля — Ян тен Бринк, голландский писатель (родился в 1834).
- 28 июля — Поль Алексис, французский писатель, драматург (родился в 1847).
- 28 декабря — Луиза Айзенхардт, немецкая писательница (родился в 1827).
- Юрий Михайлович Богушевич, русский журналист, издатель (родился в 1836).